# بيرن فولر
بيرن فولر (بالإنجليزية: Buren Fowler)‏ هو عازف قيثارة أمريكي، ولد في 29 يونيو 1959 في ديكاتور في الولايات المتحدة، وتوفي في 8 مارس 2014 في أثينا في الولايات المتحدة.

## وصلات خارجية
- الموقع الرسمي
- بيرن فولر على موقع ميوزك برينز (الإنجليزية)
- بيرن فولر على موقع ديسكوغز (الإنجليزية)